# Calendario copto
Il calendario copto, chiamato anche calendario alessandrino, è utilizzato dalla Chiesa copta ortodossa in Egitto e in Etiopia. Tale calendario deriva dall'antico calendario egiziano, che fu riformato al tempo di Tolomeo III (Decreto di Canopo, 238 a.C.) con l'introduzione del sesto giorno epagomenale ogni quattro anni (in pratica una compensazione come quella dell'anno bisestile); tuttavia tale riforma fu osteggiata dai sacerdoti egiziani e fu attuata solo nel 25 a.C., quando l'imperatore romano Augusto riformò formalmente il calendario egiziano, tenendolo da quel momento in poi in sincronia con il calendario giuliano. Il calendario copto corrisponde al calendario egiziano così rinnovato; nella sua forma etiope ha gli stessi anni e mesi, ma con numeri e nomi differenti.
Seguendo il calendario egiziano, viene mantenuta la suddivisione in tre stagioni della durata di quattro mesi ciascuna. Le tre stagioni sono commemorate da preghiere speciali della liturgia copta e tale suddivisione è mantenuta oggi da molti contadini che vi riconoscono le varie stagioni dell'agricoltura. Oltre ai "normali" 12 mesi di 30 giorni, il calendario prevede anche un "mese" intercalare alla fine dell'anno, della durata di 5 o 6 giorni (in base all'anno bisestile). Gli anni e i mesi coincidono con quelli del calendario etiopico, ma hanno nomi diversi.
L'anno inizia il 29 agosto del calendario giuliano, che solitamente coincide con l'11 settembre nel calendario gregoriano. Il computo degli anni parte dal 284, anno in cui divenne imperatore romano Diocleziano, il cui regno fu segnato da torture e persecuzioni di massa nei confronti dei cristiani, specialmente in Egitto; per questo l'abbreviazione che accompagna l'anno copto è "A.M." (Annus Martyrum, anno dei martiri).

## Anno copto
L'anno copto è un'estensione dell'antico anno civile egiziano (ancora in uso tra i contadini egiziani per esigenze coltivative), di cui mantiene la suddivisione in tre stagioni di quattro mesi ciascuna; le tre stagioni sono commemorate con preghiere speciali nella liturgia copta. Il calendario copto prevede 13 mesi: 12 di 30 giorni ciascuno, più un mese intercalare alla fine dell'anno di 6 o 5 giorni, a seconda che l'anno sia bisestile o meno.
L'anno inizia il 29 agosto del calendario giuliano, tranne l'anno precedente gli anni bisestili giuliani, quando l'anno inizia il 30 agosto. Le regole per l'anno bisestile copto seguono quelle giuliane, per cui un anno bisestile giuliano segue sempre l'anno bisestile copto.

## Mesi copti
| N° | Nome          | Nome        | Nome           | Nome             | Date del calendario gregoriano | Stagione                         | Origine del nome                                                            |
| N° | Bohairico     | Sahidico    | Copto          | Arabo            | Date del calendario gregoriano | Stagione                         | Origine del nome                                                            |
| -- | ------------- | ----------- | -------------- | ---------------- | ------------------------------ | -------------------------------- | --------------------------------------------------------------------------- |
| 1  | Ⲑⲱⲟⲩⲧ         | Ⲑⲟⲟⲩⲧ       | Thout          | توت‎ Tūt          | 11 settembre – 10 ottobre      | Akhet (Inondazione)              | Thoth, dio della saggezza e della scienza                                   |
| 2  | Ⲡⲁⲟⲡⲓ         | Ⲡⲁⲱⲡⲉ       | Paopi          | بابة‎ Bābah       | 11 ottobre – 9 novembre        | Akhet (Inondazione)              | Hapi, dio del Nilo (Vegetazione)                                            |
| 3  | Ⲁⲑⲱⲣ          | Ϩⲁⲑⲱⲣ       | Hathor         | هاتور‎ Hātūr      | 10 novembre – 9 dicembre       | Akhet (Inondazione)              | Hathor, dea della bellezza e dell'amore (la terra è verde e lussureggiante) |
| 4  | Ⲭⲟⲓⲁⲕ         | Ⲕⲟⲓⲁⲕ       | Koiak          | كيهك‎ Kiyahk      | 10 dicembre – 8 gennaio        | Akhet (Inondazione)              | Ka Ha Ka ossia "Anima sopra le Anime", uno dei nomi del sacro toro Apis     |
| 5  | Ⲧⲱⲃⲓ          | Ⲧⲱⲃⲉ        | Tobi           | طوبة‎ Ṭūbah       | 9 gennaio – 7 febbraio         | Proyet, Peret o Poret (Crescita) | Amso Khem, una forma di Amon-Ra (crescita della natura e pioggia)           |
| 6  | Ⲙⲉϣⲓⲣ         | Ⲙϣⲓⲣ        | Meshir         | أمشير‎ Amshīr     | 8 febbraio – 9 marzo           | Proyet, Peret o Poret (Crescita) | Mechir, genio del vento (mese delle tempeste e del vento)                   |
| 7  | Ⲡⲁⲣⲉⲙϩⲁⲧ      | Ⲡⲁⲣⲙ̀ϩⲟⲧⲡ    | Paremhat       | برمهات‎ Baramhāt  | 10 marzo – 8 aprile            | Proyet, Peret o Poret (Crescita) | Mont, dio della guerra (alte temperature; mese del sole)                    |
| 8  | Ⲫⲁⲣⲙⲟⲩⲑⲓ      | Ⲡⲁⲣⲙⲟⲩⲧⲉ    | Parmouti       | برمودة‎ Baramūdah | 9 aprile – 8 maggio            | Proyet, Peret o Poret (Crescita) | Renno, vento rigido e morte (Fine della vegetazione; La terra è secca)      |
| 9  | Ⲡⲁϣⲟⲛⲥ        | Ⲡⲁϣⲟⲛⲥ      | Pashons        | بشنس‎ Bashans     | 9 maggio – 7 giugno            | Shomu o Shemu (Raccolto)         | Khenti, una forma di Horus, dio dei metalli                                 |
| 10 | Ⲡⲁⲱⲛⲓ         | Ⲡⲁⲱⲛⲉ       | Paoni          | بؤونة‎ Ba'ūnah    | 8 giugno – 7 luglio            | Shomu o Shemu (Raccolto)         | Festa della valle                                                           |
| 11 | Ⲉⲡⲓⲡ          | Ⲉⲡⲓⲡ        | Epip           | أبيب‎ {Abīb       | 8 luglio – 6 agosto            | Shomu o Shemu (Raccolto)         | Apida, il serpente che Horus, figlio di Osiride, uccise                     |
| 12 | Ⲙⲉⲥⲱⲣⲓ        | Ⲙⲉⲥⲱⲣⲏ      | Mesori         | مسرى‎ Masrá       | 7 agosto – 5 settembre         | Shomu o Shemu (Raccolto)         | Mesori, nascita del sole                                                    |
| 13 | Ⲡⲓⲕⲟⲩϫⲓ ⲛ̀ⲁ̀ⲃⲟⲧ | Ⲕⲟⲩϫⲓ ⲛ̀ⲁ̀ⲃⲟⲧ | Pi Kogi Enavot | نسيئ‎ Nasī'       | 6 – 10 settembre               | Shomu o Shemu (Raccolto)         | Il piccolo mese                                                             |